# Коврижные (Ленинское городское поселение)
Коврижные — деревня в Шабалинском районе Кировской области. Входит в состав Ленинского городского поселения.

## География
Расположена на расстоянии примерно 10 км по прямой на восток от райцентра посёлка Ленинское.

## История
Была известна с 1802 года как починок Оленинской с 5 дворами. В 1873 году здесь (починок Олениковской или Коврижные) было дворов 18 и жителей 130, в 1905 (Олениковский или Коврижные) 29 и 271, в 1926 (деревня Коврижные, Олениковский) 38 и 203, в 1950 (Коврижны) 30 и 85, в 1989 оставалось 6 жителей. Настоящее название утвердилось с 1978 года. Ныне имеет дачный характер.

## Население
Постоянное население не было учтено как в 2002 году, так и в 2010.